# Dar Dash
Dar Dash é um ator norte-americano. Depois de estudar em Arts Educational Schools, Londres, ele apareceu em The Glass Cage no Royal & Derngate. Em 2014, Dash coestrelou ao lado do companheiro ator norte-americano, Corey Johnson, no curta-metragem Warhol.